# Odi Gonzales
Odi Gonzales (Calca, Perú, 1962) es un poeta, traductor y profesor universitario que escribe en español y quechua cuzqueño.

## Vida
Odi Gonzales nació y se crio en Calca (departamento de Cusco). Estudió ingeniería industrial y literatura en el Perú, también obtuvo la maestría en literatura latinoamericana en la Universidad de Maryland (College Park), Estados Unidos. Actualmente enseña quechua y español en la Universidad de Nueva York.
Publicó en español los poemarios Juego de niños en 1988, Valle sagrado en 1993, Almas en pena en 1998 y La escuela de Cusco en 2005. Por sus poemas obtuvo en 1992 el Premio Nacional de Poesía de Perú César Vallejo y el Premio de Poesía de la Universidad Nacional Mayor de San Marcos en Lima. En 2002, salió su libro con poemas quechuas, Tunupa. El libro de las sirenas.
Odi Gonzales ha trabajado como traductor y especialista en la tradición oral del quechua en el Museo Nacional de los Indios Americanos de Estados Unidos, el National Foreign Language Center y la televisión de National Geographic en Washington D. C.
En 2000 publicó un estudio y una traducción española del poemario quechua Taki parwa de Andrés Alencastre Gutiérrez.

## Obras

### Poesía en español
- La Escuela de Cusco (2005)
- Almas en Pena (1998)
- Valle Sagrado (1993)
- Juego de Ninos (1988)

### Poesía en quechua
- Tunupa: El Libro de las Sirenas (2002)

### Traducción al español
- Kilku Warak'a (Andrés Alencastre Gutiérrez): Taki Parwa. Biblioteca Municipal del Cusco, 2008.